# Elton Kabangu
Elton Kabangu (Courtrai, 8 febbraio 1998) è un calciatore belga, attaccante dell'Hearts, in prestito dall'Union Saint-Gilloise.

## Caratteristiche tecniche
È un'ala sinistra.

## Carriera
È cresciuto nel settore giovanile del Gent.
Il 15 agosto 2017 viene ceduto in prestito agli olandesi dell'Eindhoven, con cui ha esordito fra i professionisti disputando con l'incontro di Eerste Divisie pareggiato 2-2 contro il Telstar disputato 3 giorni dopo.
Il 5 luglio 2018 il prestito viene rinnovato per un'altra stagione.
Il 27 agosto 2019 viene ceduto a titolo definitivo al Willem II.
Il 9 giugno 2023 fa ritorno in Belgio firmando un triennale con l'Union Saint-Gilloise, con decorrenza dal 1º luglio seguente.

## Statistiche

### Presenze e reti nei club
Statistiche aggiornate al 18 maggio 2025.
| Stagione                    | Squadra                     | Campionato                  | Campionato | Campionato | Coppe nazionali | Coppe nazionali | Coppe nazionali | Coppe continentali | Coppe continentali | Coppe continentali | Altre coppe | Altre coppe | Altre coppe | Totale | Totale | Totale |
| Stagione                    | Squadra                     | Comp                        | Pres       | Reti       | Comp            | Pres            | Reti            | Comp               | Pres               | Reti               | Comp        | Pres        | Reti        | Pres   | Reti   |        |
| --------------------------- | --------------------------- | --------------------------- | ---------- | ---------- | --------------- | --------------- | --------------- | ------------------ | ------------------ | ------------------ | ----------- | ----------- | ----------- | ------ | ------ | ------ |
| 2017-2018                   | Eindhoven                   | 1D                          | 38         | 10         | CO              | 2               | 0               | -                  | -                  | -                  | -           | -           | -           | 40     | 10     |        |
| 2018-2019                   | Eindhoven                   | 1D                          | 36         | 8          | CO              | 1               | 0               | -                  | -                  | -                  | -           | -           | -           | 37     | 8      |        |
| Totale Eindhoven            | Totale Eindhoven            | Totale Eindhoven            | 74         | 18         |                 | 3               | 0               |                    | -                  | -                  |             | -           | -           | 77     | 18     |        |
| 2019-2020                   | Willem II                   | ED                          | 4          | 0          | CO              | 0               | 0               | -                  | -                  | -                  | -           | -           | -           | 4      | 0      |        |
| 2020-2021                   | Willem II                   | ED                          | 0          | 0          | CO              | 0               | 0               | -                  | -                  | -                  | -           | -           | -           | 0      | 0      |        |
| 2021-2022                   | Willem II                   | ED                          | 24         | 3          | CO              | 0               | 0               | -                  | -                  | -                  | -           | -           | -           | 24     | 3      |        |
| 2022-2023                   | Willem II                   | 1D                          | 28+2       | 12+1       | CO              | 0               | 0               | -                  | -                  | -                  | -           | -           | -           | 30     | 13     |        |
| Totale Willem II            | Totale Willem II            | Totale Willem II            | 58         | 16         |                 | 0               | 0               |                    | -                  | -                  |             | -           | -           | 58     | 16     |        |
| 2023-2024                   | Union Saint-Gilloise        | D1                          | 15         | 1          | CB              | 3               | 0               | UEL+UECL           | 1+0                | 0                  | -           | -           | -           | 19     | 1      |        |
| 2024-gen. 2025              | Union Saint-Gilloise        | D1                          | 7          | 0          | CB              | 1               | 1               | UCL+UEL            | 2+2                | 0                  | SB          | 1           | 0           | 13     | 1      |        |
| Totale Union Saint-Gilloise | Totale Union Saint-Gilloise | Totale Union Saint-Gilloise | 22         | 1          |                 | 4               | 1               |                    | 5                  | 0                  |             | 1           | 0           | 32     | 2      |        |
| gen.-giu. 2025              | Hearts                      | SP                          | 14         | 6          | SC+CdL          | 4+0             | 2               | UEL+UECL           | -                  | -                  | -           | -           | -           | 18     | 8      |        |
| Totale carriera             | Totale carriera             | Totale carriera             | 168        | 41         |                 | 11              | 3               |                    | 5                  | 0                  |             | 1           | 0           | 185    | 44     |        |

## Palmarès

### Club

#### Competizioni nazionali
- Coppa del Belgio: 1

Union Saint-Gilloise: 2023-2024
- Supercoppa del Belgio: 1

Union Saint-Gilloise: 2024